# Leptolalax croceus
Espèce
Leptolalax croceus est une espèce d'amphibiens de la famille des Megophryidae.

## Répartition
Cette espèce est endémique de la province de Kon Tum au Viêt Nam. Sa présence est incertaine au Laos.

## Publication originale
- Rowley, Hoang, Le, Dau & Cao, 2010 : A new species of Leptolalax (Anura: Megophryidae) from Vietnam and further information on Leptolalax tuberosus. Zootaxa, no 2660, p. 33-45.